# Universidade La Sierra
A Universidade La Sierra (La Sierra ou LSU) é uma universidade particular vinculada à Igreja Adventista do Sétimo Dia em Riverside, Califórnia. Fundada em 1922 como La Sierra Academy, mais tarde tornou-se La Sierra College, uma faculdade de artes liberais, e depois foi fundida na Loma Linda University (LLU) em 1967 e tornou-se a Loma Linda University La Sierra College of Arts and Sciences (ou mais conhecido como Campus La Sierra da ULL). Em 1990, o Campus La Sierra separou-se da Universidade Loma Linda para se tornar a  Universidade La Sierra, uma instituição independente. É credenciado pela WASC Senior College and University Commission (WSCUC), pela Adventist Accrediting Association (AAA) e por vários órgãos de credenciamento baseados em disciplinas.
Desde que se tornou independente em 1990, a Universidade La Sierra ganhou vários títulos nacionais e mundiais na competição Enactus (anteriormente Students in Free Enterprise). No final dos anos 2000 e início de 2010, surgiu uma controvérsia envolvendo o ensino da evolução no currículo de ciências de La Sierra. La Sierra foi fundada em 1922, quando a Associação Sudeste da Califórnia, um dos órgãos governamentais regionais da Igreja Adventista, obteve 300 acres de terra em uma área não incorporada do condado de Riverside de Willits J. Hole. Essa terra já havia feito parte de uma grande concessão de terras mexicana chamada Rancho La Sierra, dando a La Sierra seu nome atual.

## História
Desde a sua fundação em 1922 como La Sierra Academy, La Sierra passou por vários estágios. Em 1923, a escola passou a ser conhecida como Academia e Escola Normal La Sierra quando se expandiu para oferecer cursos para futuros professores. Em 1927, após a expansão da oferta de cursos, ficou conhecido como Southern California Junior College. Em 1939, a escola foi renomeada como La Sierra College. Em 1940, a seção do ensino médio se dividiu para formar a La Sierra College Preparatory School. A escola preparatória agora se chama La Sierra Academy e ainda está localizada perto da universidade. O La Sierra College foi credenciado pela primeira vez como uma faculdade de artes liberais de quatro anos no ano de 1946. Em 1964, a cidade de Riverside anexou grande parte das terras de La Sierra e da vizinha Arlington, colocando a faculdade dentro dos limites da cidade de Riverside.
Em 1967, a faculdade fundiu-se com a Universidade Loma Linda, tornando-se o Campus La Sierra da ULL. Entre 1967 e 1990, a Faculdade de Artes e Ciências de La Sierra, a Escola de Educação, a Escola de Negócios e Gestão (agora Escola de Negócios Tom e Vi Zapara), a Escola de Religião (agora a HMSRichards Divinity School) e a Divisão de Estudos Continuados foram estabelecidos.
Em 1990, os dois campi tornaram-se duas instituições separadas, e o campus La Sierra tornou-se a atual Universidade La Sierra. La Sierra continua a ser uma importante escola de alimentação para a ULL particularmente pelos seus programas médicos. Após a separação, Fritz Guy tornou-se o primeiro presidente da Universidade La Sierra. Ele foi seguido por Lawrence T. Geraty em 1993, Randal Wisbey em 2007 e Joy Fehr em 2019.
Em 1999, mais de 20 por cento do corpo discente assinaram uma petição criticando o currículo básico da universidade devido à sua alegada falta de foco na Bíblia, a presença de tendências politicamente liberais e alegados "ataques subversivos ao cristianismo e ao monoteísmo".
La Sierra vendeu aproximadamente 200 acres de suas terras para um incorporador em 2000, no que a universidade descreveu como "a mudança física mais significativa para La Sierra nos 78 anos de história da instituição". O terreno, que a escola anteriormente usava para agricultura e laticínios, tornou-se um empreendimento planejado conhecido como "Riverwalk".

### Controvérsia curricular de biologia
Em 2009, o currículo de ciências da universidade tornou-se objeto de controvérsia quando a escola foi acusada publicamente, principalmente pelo ex-pastor David Asscherick, pelo estudante da Universidade La Sierra Carlos Cerna e pelo ex-aluno da Universidade La Sierra Louie Bishop, de ensinar exclusivamente evolução em suas aulas de biologia, que os acusadores consideravam contrárias aos ensinamentos da Igreja Adventista. Preocupada com a alegação, uma campanha coletou mais de 6.300 assinaturas para uma petição online que pedia às universidades adventistas que ensinassem a narrativa da criação de Gênesis.
O conselho de curadores da universidade afirmou por unanimidade as 28 Crenças Fundamentais da Igreja Adventista do Sétimo Dia, mas alguns consideraram isso inadequado. Em 2010, a agência regional de credenciamento responsável por La Sierra, a Associação Ocidental de Escolas e Faculdades, concedeu à universidade uma extensão do credenciamento de oito anos, apesar das preocupações com a liberdade acadêmica e a autonomia institucional. La Sierra foi acusada de apostasia pelo comitê executivo da Conferência de Michigan, um dos órgãos governamentais regionais da igreja. Em 2011, a agência de credenciamento denominacional, a Associação Adventista de Credenciamento, concedeu a La Sierra uma extensão de credenciamento que termina em 2012, mas exigiu que ela fizesse mudanças para melhor promover os ensinamentos adventistas.
Em junho de 2011, três funcionários da Universidade La Sierra renunciaram depois que surgiu uma gravação na qual eram ouvidos consumindo álcool e falando criticamente aos funcionários da igreja. Alegaram que foram obrigados a renunciar devido à controvérsia em curso, mas a universidade negou essas acusações; os funcionários processaram a universidade, mas perderam o caso. Mais tarde naquele ano, o conselho de curadores votou a favor de uma proposta afirmando "que a criação seja ensinada nas salas de aula da universidade como fé, em vez de ciência, e que os alunos sejam informados de que isso não poderia ser comprovado com métodos científicos". Antes da votação, três dos quatro curadores a favor foram destituídos do conselho. Um dos cinco professores signatários da proposta foi demitido da universidade, o que a Associação Americana de Professores Universitários protestou como uma violação da liberdade e estabilidade acadêmica.

## Campus
O campus de 150 acres de La Sierra está localizado no bairro de La Sierra da cidade de Riverside. A escola é membro da American Public Gardens Association, que designou o campus como arboreto.
Os primeiros edifícios construídos no campus eram dormitórios masculinos e femininos separados de dois andares.
A universidade abriu um complexo científico de US$ 23 milhões no outono de 2006, que abriga seus departamentos de biologia, ciência da computação e matemática.

### Observatório
O Observatório Memorial Frances E. Barnard está localizado atrás do campus principal de La Sierra, na base do Monte Two-Bit. O observatório recebeu o nome de Frances Evelyn Barnard, mãe de Marion Cecil Barnard, que doou o dinheiro necessário para construir o observatório e comprar dois telescópios (um dos quais está atualmente montado no cais de concreto dentro do prédio).

## Acadêmicos
A Universidade La Sierra é composta pela Faculdade de Artes e Ciências, Escola de Negócios Tom & Vi Zapara, HMS Richards Divinity School, e Escola de Educação. A universidade opera no sistema trimestral.

### Pesquisas
Lee Grismer, professor de biologia em La Sierra, é conhecido por descobrir múltiplas espécies de lagartixas no Sudeste Asiático.

## Vida de estudante
A Universidade La Sierra é uma escola líder no programa Enactus (anteriormente Students in Free Enterprise, ou SIFE). Desde a inauguração da Copa do Mundo SIFE (agora Copa do Mundo Enactus) em 2001, a escola representou os Estados Unidos duas vezes, em 2002 e 2007, e venceu ambas as vezes. Na competição dos Estados Unidos, La Sierra venceu o campeonato nacional sete vezes, de 1994 a 1997 e novamente em 2002, 2007 e 2016, foi vice-campeão três vezes, em 2000, 2001, e 2008, e foi vice-campeão uma vez, em 2009.

### Programa de honras
Fundado na década de 1990, o programa Honors at La Sierra envolve um pacote de educação geral com cursos baseados em discussões e projetos e concebidos para interligar uns aos outros.Grupos de cerca de 20 alunos fazem cursos nas áreas de artes, ciências, religião e outras áreas, participando de projetos de pesquisa e envolvimento comunitário e fazendo uma viagem internacional no final do segundo ano. Honors também é uma comunidade de acadêmicos, centrada no dormitório do programa (South Hall), onde os alunos estudam, socializam e vivem.
As equipes atléticas de La Sierra são chamadas de Golden Eagles. A universidade é membro da Associação Nacional de Atletismo Intercolegial (NAIA), competindo principalmente na Conferência do Pacífico da Califórnia (Cal Pac) desde o ano acadêmico de 2013–14. Os Golden Eagles competiram anteriormente como NAIA Independentes dentro da Associação de Instituições Independentes (AII) de 2010–11 (quando a escola se juntou ao NAIA) a 2012–13; e na Divisão III da NCAA é classificado como Independente da NCAA D-III . 
A Universidade La Sierra compete em nove esportes universitários intercolegiais: os esportes masculinos incluem beisebol, basquete, cross country e futebol; os esportes femininos incluem basquete, cross country, futebol, softball e vôlei.